# بز کوهی (سرده)

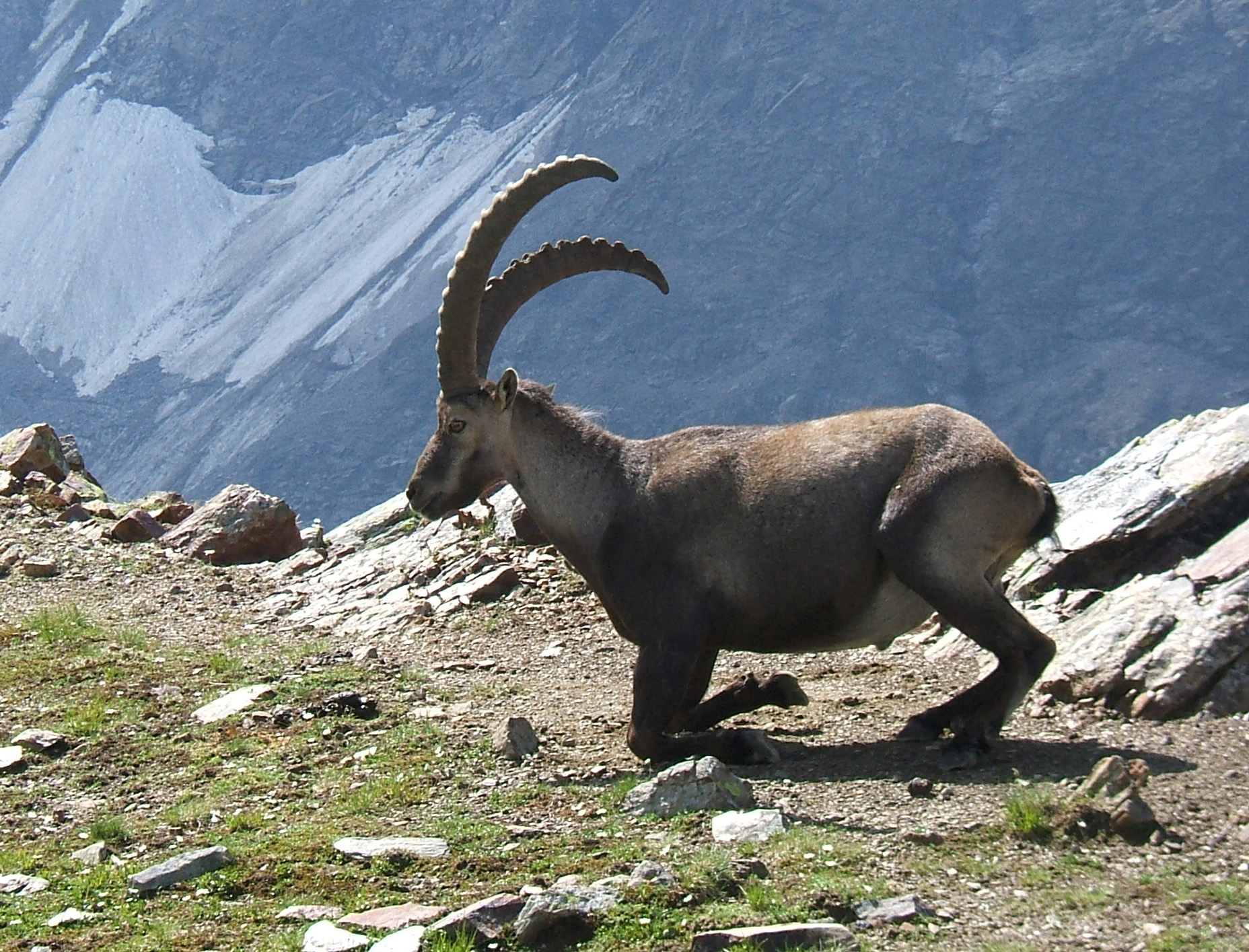
کل و بز

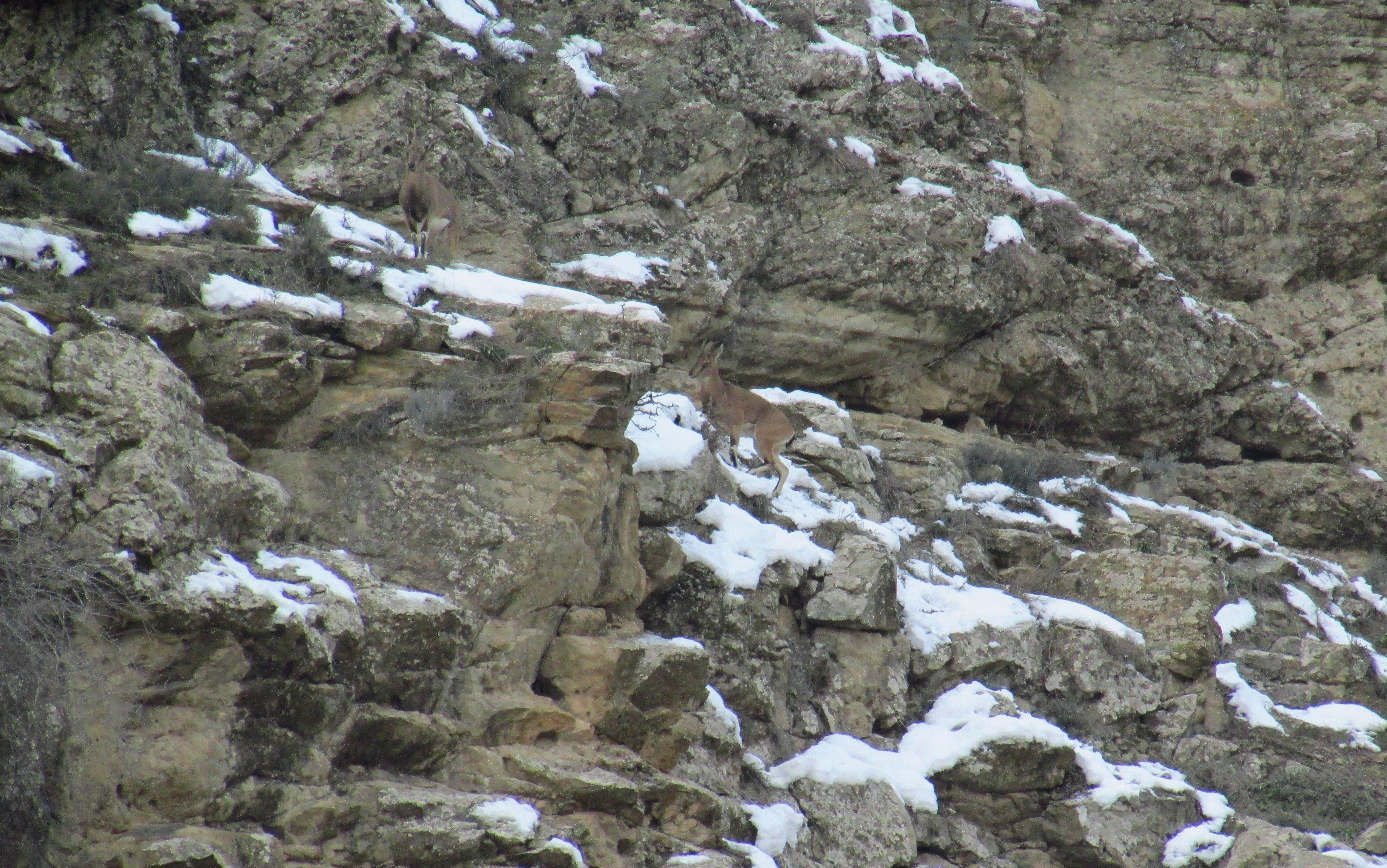
کل و بز با استتار عالی در اراضی روستای عمارت منطقه ارسباران. برای مشاهده تصویر را در ابعاد بزرگ ببینید.

بز کوهی به صورت دسته‌های کوچک در کوهستان‌ها زندگی می‌کند.
در کوه‌های ایران از این حیوان بسیار دیده می‌شود. در کوهستان‌های آسیای کوچک و کوه‌های هیمالیا و هندوکش فراوان است و توسط شکارچیان شکار می‌شود. این حیوان در ایران بسیار پراکنده است و در تمام نقاط ایران پیدا می‌شود.

## ویژگی‌های ظاهری
موهای بدن به‌طور کلی زبر و کوتاه هستند و در نرها در پایین چانه دسته‌ای از موهای بلند ریش مانند روئیده است. همچنین در پشت بدن در طول خط طولی تیره پشت از شانه تا حدود دم موها بلند شده و به صورت تیغه‌ای درآمده‌اند. دم کوتاه است و طول آن با موهای انتهایی کمی بیشتر از طول گوش است. پاها قوی و سم نسبتاً پهن است. ماده‌ها بدون ریش هستند و شاخ در آن‌ها کوتاه است و طول آن معمولاً کمتر از ۲۰ سانتیمتر است. نرها شاخ بلند و زیبایی دارند که مانند شمشیر خمیده به طرف عقب متمایل شده‌اند. قاعده شاخ‌ها در روی جمجمه خیلی بهم نزدیک شده‌اند ولی بقیه شاخ به تدریج از هم دور شده و در نوک کاملاً از هم فاصل بیشتری پیدا می‌کنند.
رنگ بدن در پایین گونه‌ها و پهلوهای گردن و پهلوهای بدن نخودی خاکستری که در روی ران‌ها و پاهای جلو تیره‌تر متمایل به قهوه‌ای می‌شود. ریش بلند و سیاه‌رنگ و یک خط قهوه‌ای تیره رنگ در خط میانی پشت در عقب سر از بین گوش‌ها تا نزدیک دم وجود دارد و همچنین نوار عرضی تیره‌ای به همین رنگ در روی شانه به طرف پهلوها و پایین سینه ادامه دارد. پوزه در بالای سوراخ‌های بینی خاکستری تیره و پیشانی قهوه‌ای روشن که در جلوی قاعده شاخ‌ها تیره می‌شود. جمجمه حجیم و از استخوان‌های ضخیم تشکیل شده و پهنای آن در ناحیه برجستگی‌های حدقه خیلی زیاد و پوزه برعکس دراز و باریک است. استخوان‌های بینی کوتاه است.

## پراکندگی جهانی

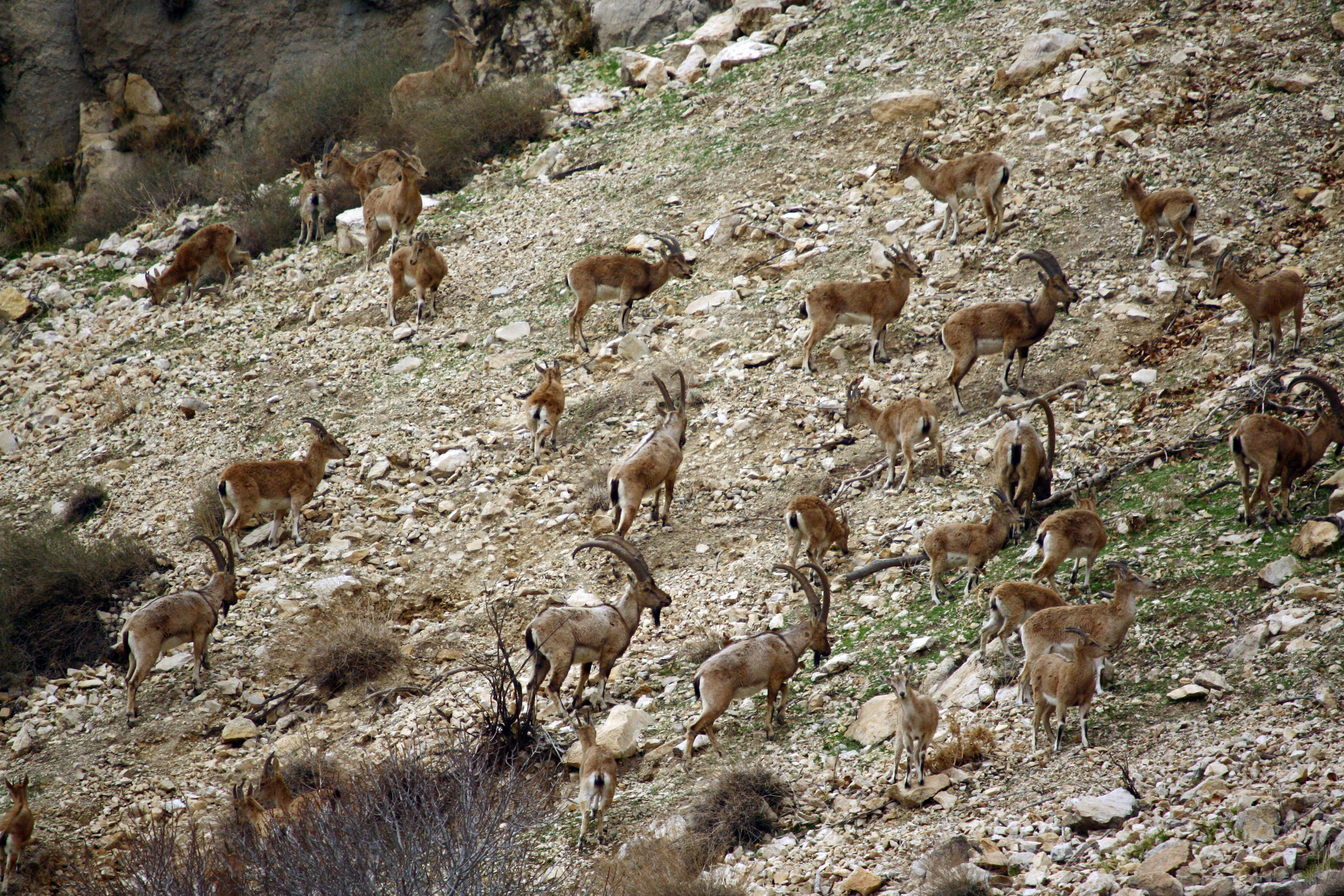
بز کوهی، منطقه حفاظت‌شده خائیز، زاگرس بهبهان

یونان، ترکیه، شبه جزیره عربستان، قفقاز، ایران، پاکستان، هند و افغانستان محل زندگی بزهای کوهی می‌باشد.

## زیرگونه‌ها
کل و بز در دنیا شامل ۹ گونه زیر است:
1. بز کوهی اسپانیایی (به انگلیسی: Spanish ibex): خود دارای چهار گونه است:۱-C. p. pyrenaica 2-C. p. lusitanica 3-C. p. hispanica 4-C. p. victoriae
2. بز کوهی آلپ (به انگلیسی: Alpine ibex): این گونه در ارتفاعات آلپ اروپا زندگی کرده و از بستگان نزدیک بز کوهی اسپانیایی و حبشی می‌باشد. این گونه در شیب‌های تند و اراضی خشن در ارتفاع ۲۰۰۰ تا۴۶۰۰ متری زیست می‌کند.
3. بز کوهی نوبیا (به انگلیسی: Nubian ibex): این گونه در اسرائیل، عربستان، اردن، مصر، یمن و سودان دیده می‌شود. بعضی‌ها این گونه را یکی از زیرگونه‌های بز کوهی آلپی معرفی کرده‌اند و بعضی آن را یک گونه مجزا می‌دانند. رنگ این گونه نسبت به سایر گونه‌ها روشن‌تر و زیر شکمش سفید است. احتمالاً برخی گونه‌های بز کوهی درایران از این گونه باشند.
4. بز کوهی سیبری (به انگلیسی: Siberian ibex): این گونه که بز معمولی نیز شهرت دارد در مرکز و شمال آسیا دیده می‌شود. بزکوهی سیبری از بزرگ‌ترین و سنگین‌ترین بزها بوده که جثه‌اش ۱۱۰ سانتی‌متر طول و۱۳۰ کیلوگرم وزن می‌رسد.
5. بز کوهی والیا (به انگلیسی: Wallia ibex): این گونه درمعرض انقراض بوده و تنها ۵۰۰ رأس از آن در ارتفاعات اتیوپی وجوددارد.
6. بز قفقاز غربی (به انگلیسی: West Caucasian tur): درنیمه غربی کوه‌های قفقاز دیده می‌شود. طول آن به ۱ متر و وزنش به ۶۵ کیلوگرم بالغ می‌شود. دارای رو تنهٔ خرمائی، زیر شکمی زرد و پاهایی تیره است.
7. بز قفقاز شرقی (به انگلیسی: East Caucasian tur): در ارتفاعات نیمه شرقی کوه‌های قفقاز دیده می‌شود. گونه‌ای بزرگ ولی بدنی باریک و پاهای کوتاهی دارند. در زمستان رو تنهٔ خرمائی تیره و در تابستان خرمائی روشن دارند. در نواحی از ارتفاع ۸۰۰ تا ۴۰۰۰ متر دیده می‌شوند.
8. کل و بز (به انگلیسی: Wild goat): این گونه از گسترده‌ترین گونه‌هاست که دراکثر مناطق کوهستانی ایران دیده می‌شود. پراکنش این گونه در آسیای صغیر، خاورمیانه، اروپا و آسیای میانه است.
9. مارخور (به انگلیسی: Markhor): این بز یکی از بزرگ‌ترین بزها است که در شمال شرقی افغانستان، شمال و مرکز پاکستان و قسمت‌هایی ازهند، جنوب تاجیکستان و ازبکستان دیده می‌شود. این گونه در معرض انقراض بوده و حیوان ملی پاکستان می‌باشد. شمار آن‌ها کم‌تر از ۲٬۵۰۰ رأس است.[۱]

## چگونگی زندگی

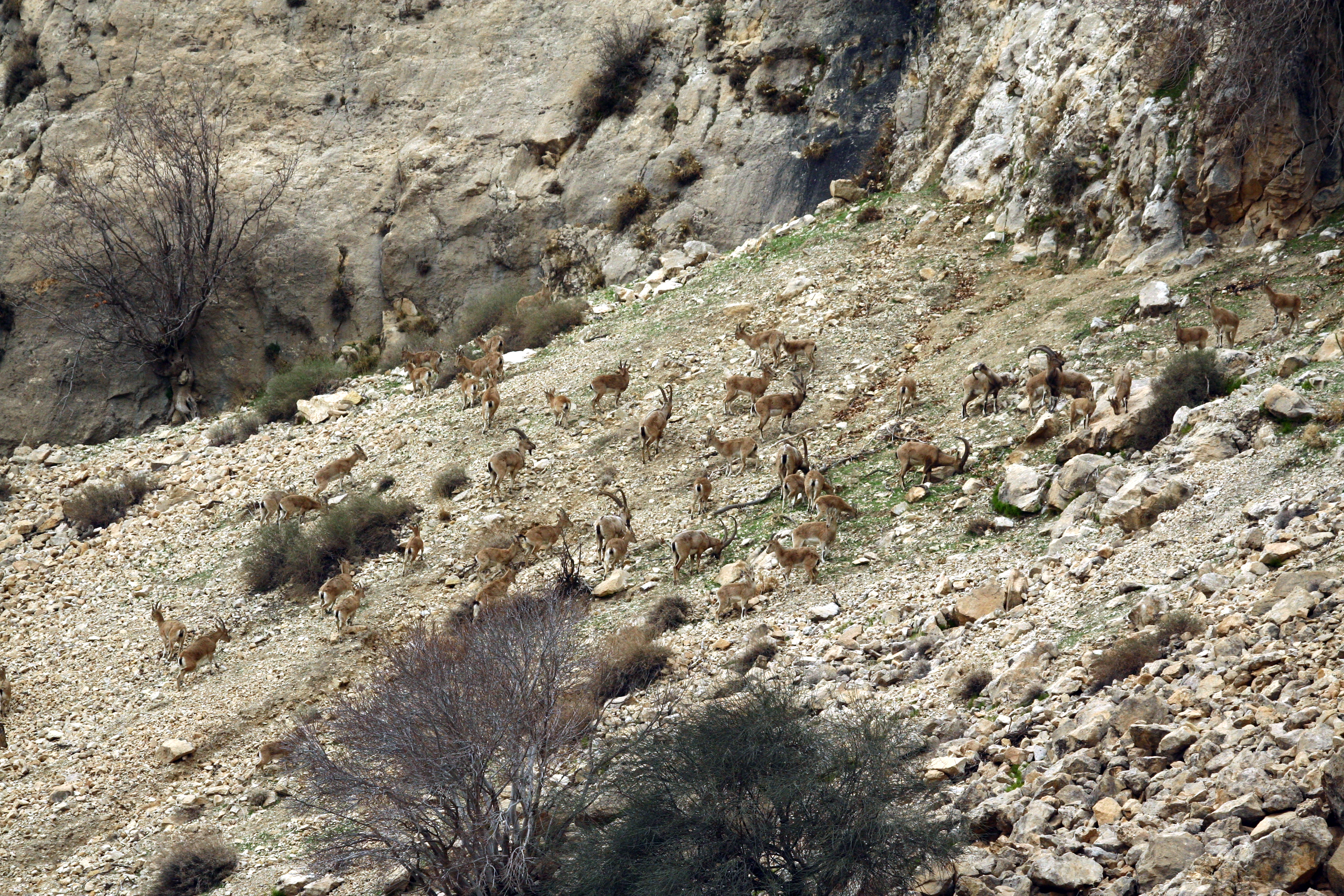
گله بز کوهی، منطقه خاییز (بهبهان)

بز کوهی معمولاً به صورت دسته جمعی زندگی می‌کنند. بیشتر گله‌های ده تا بیست راسی تشکیل می‌دهند؛ ولی گاهی گله‌های بزرگ بیش از ۷۰ راس از آن‌ها دیده می‌شود. معمولاً گله به‌وسیله یک نر مسن و قوی رهبری می‌شود. گاهی نرهای جوان گله‌های جداگانه تشکیل می‌دهند. از گیاهان کوهستانی و جوانه درختچه‌ها و درخت‌ها تغذیه می‌کنند. بیشتر ارتفاعات زیاد را ترجیح می‌دهند ولی ممکن است تا کوهپایه پایین بیایند. از توانایی زیاد برای برای جست و خیز و دویدن روی صخره‌ها و پرتگاه‌ها برخوردارند. معمولاً در صبح زود و عصرها می‌چرند و ساعات گرم روز را در سایه سنگ‌ها و صخره‌ها و بوته‌ها می‌خوابند.

## جفت‌گیری و زاد و ولد
در پاییز جفت‌گیری می‌کنند و دوران آبستنی آن‌ها ۵ تا ۵٫۵ ماه است. هنگام جفت‌گیری میان نرها نزاع می‌شود. نرهای مسن و قوی نرهای ضعیف و جوان را از گله رانده و با چند ماده جفت‌گیری می‌کنند. زایش در بهار صورت می‌گیرد. بچه‌ها یکی و گاهی دوقلو هستند. بچه‌ها چند ساعت بعد از تولد به دنبال مادرشان راه می‌افتند و پس از چند روز می‌توانند به سرعت بدوند.
در داخل معده کل و بز جسم سختی وجود دارد که به پادزهر معروف است که در قدیم برای درمان مارگزیدگی و بعضی بیماری‌ها بکار برده می‌شده است.